# Национальные символы Уэльса
Национальные символы Уэльса включают разнообразные официальные и неофициальные изображения и другие символы.

## Флаги
|  | Флаг Уэльса (валл. Y Ddraig Go) включает в себя красного дракона и зеленый и белый цвета — фамильные цвета Тюдоров. Впервые был поднят Генрихом VII в 1485 году в битве при Босуорте. Флаг был официально признан валлийским национальным флагом в 1959 году. |
|  | Флаг Королевства Гвинед впервые был поднят Лливелином Великим, ставшему де-юре князем Уэльса, после того, как на верность ему присягнули все валлийские лорды на Совете в Абердиви в 1216 году.                                                               |
|  | Флаг Оуэна Глиндура, принца Уэльского, потомка валлийских королей, который сочетает в себе флаги королевств Поуис и Дехейбарт. Ныне широко используется сторонниками независимости Уэльса.                                                                    |
|  | Флаг Святого Давида, чёрное прямоугольное полотнище с золотым прямым крестом. Флаг связывают с гербовым знаменем святого Давида, просветителя Уэльса. Иногда используется в качестве альтернативы национальному флагу.                                        |

## Геральдика
|  | Красный дракон присутствует на национальном флаге Уэльса. Популярный валлийский символ, самая ранняя запись о котором находится в Historia Brittonum, датируемой примерно 828 годом. Ныне используется многими местными государственными и спортивными организациями. |
|  | Перья принца Уэльского — геральдический знак принца Уэльского, перешедший от Эдуарда, Чёрного Принца, первого принца Уэльского. В стилизованном виде присутствуют в гербе и на форме игроков сборной Уэльса по регби.                                                 |
|  | Исторический герб Королевства Гвинед послужил основанием для Королевского знак Уэльса, утверждённого в 2008 году для Национальной ассамблеи Уэльса. Также используется Чарльзом, принцем Уэльским, как герб княжества Уэльс.                                          |

## Другие символы
|  | Лук-порей также является национальным символом Уэльса. По преданию, король Кадваладр приказал воинам-валлийцам прикрепить к своим шлемам лук-порей, чтобы на поле битвы против саксов они могли идентифицировать себя. До сих пор 1 марта, в День святого Давида, валлийцы надевают на шапки лук-порей. |
|  | Нарцисс является национальным цветком Уэльса. В День святого Давида он также служит украшением для валлийцев. |
|  | Красного коршуна иногда называют национальным символом дикой природы Уэльса. |
|  | Скальный, или Валлийский дуб является национальным деревом Уэльса. |
|  | Валлийская арфа является национальным музыкальным инструментом Уэльса. |
|  | Валлийская мамочка, национальная персонификация, архетипический образ замужней валлийки, трудолюбивой, благочестивой, заботливой матери и хозяйки дома, возникший в XIX веке на промышленно развитом юге Уэльса.                                                                                        |